# Миленка
Миленка је словенско име изведено од имена Милена или имена Милан и њему сличних имена.

## Популарност
У Словенији је ово име 2007. било на 276. месту по популарности. У Хрватској је током 20. века било популарно, нарочито педесетих и шестдесетих година, али му је од осамдесетих популарност опала. Чешће је међу хрватским становништвом и то посебно житељима Сплита, Загреба и Задра.